# Uniwersytet w Greifswaldzie
Uniwersytet w Greifswaldzie (Universität Greifswald, Alma Mater Gryphiswaldensis, Universitas Gryphiswaldensis lub Academia Gryphica) – jeden z najstarszych uniwersytetów w Niemczech i Europie, założony w Greifswaldzie leżącym w okresie założenia na terenie księstwa pomorskiego w Świętym Cesarstwie Rzymskim, a obecnie na terenie landu Meklemburgia-Pomorze Przednie, w Niemczech.
Został założony w 1456 r. jako drugi uniwersytet w basenie Morza Bałtyckiego. Ze względu na zmiany przynależności państwowej Greifswaldu, uczelnia była w niektórych okresach najstarszym uniwersytetem Szwecji oraz Królestwa Prus.
Obok uniwersytetu w Rostocku jest jednym z dwóch w landzie Meklemburgia-Pomorze Przednie.

## Historia

### Powstanie
Uczelnia została otwarta 17 października 1456 przez księcia pomorskiego Warcisława IX jako Academia Gryphica, dzięki zaangażowaniu ówczesnego burmistrza Greifswaldu – Heinricha Rubenowa.
Przywileje uzyskała od cesarza, papieża i Warcisława IX. Uroczystość otwarcia miała miejsce w kościele greifswaldzkim pod wezwaniem św. Mikołaja, a udział w niej wziął biskup Henning Iwen. Zdecydowano o otwarciu czterech klasycznych wydziałów: teologii, filozofii, medycyny i prawa.
Dzięki korzystnemu położeniu geograficznemu miasta i dużemu wpływowi Hanzy, uczelnia rozwinęła intensywne kontakty ze Skandynawią. Od 1456 do reformacji (1526 – w tym roku reformacja miała miejsce w Greifswaldzie) studiowało tu 476 Skandynawów, a 22 wykładało. Uczelnia miała też sześciu rektorów z północy kontynentu.

### Wiek XVI
Reformacja w regionie miała bardzo burzliwy przebieg i uniwersytet został zamknięty. W 1539 książę Filip I ponownie otworzył uczelnię, jednak tym razem nadał jej charakter protestancki i po sekularyzacji dóbr kościelnych ofiarował jej majątek klasztoru Eldena i klasztoru dominikańskiego. Zmienił się też sposób wyboru wykładowców i zostali oni mocno powiązani z dworem książęcym.
Następca – książę Ernest Ludwik zainicjował budowę budynków collegium, na którego fundamentach stoi dzisiaj reprezentacyjny, główny budynek uniwersytetu. Natomiast książę Filip Juliusz ufundował uniwersytetowi ceremonialną togę rektorską.

### Wiek XVII i XVIII

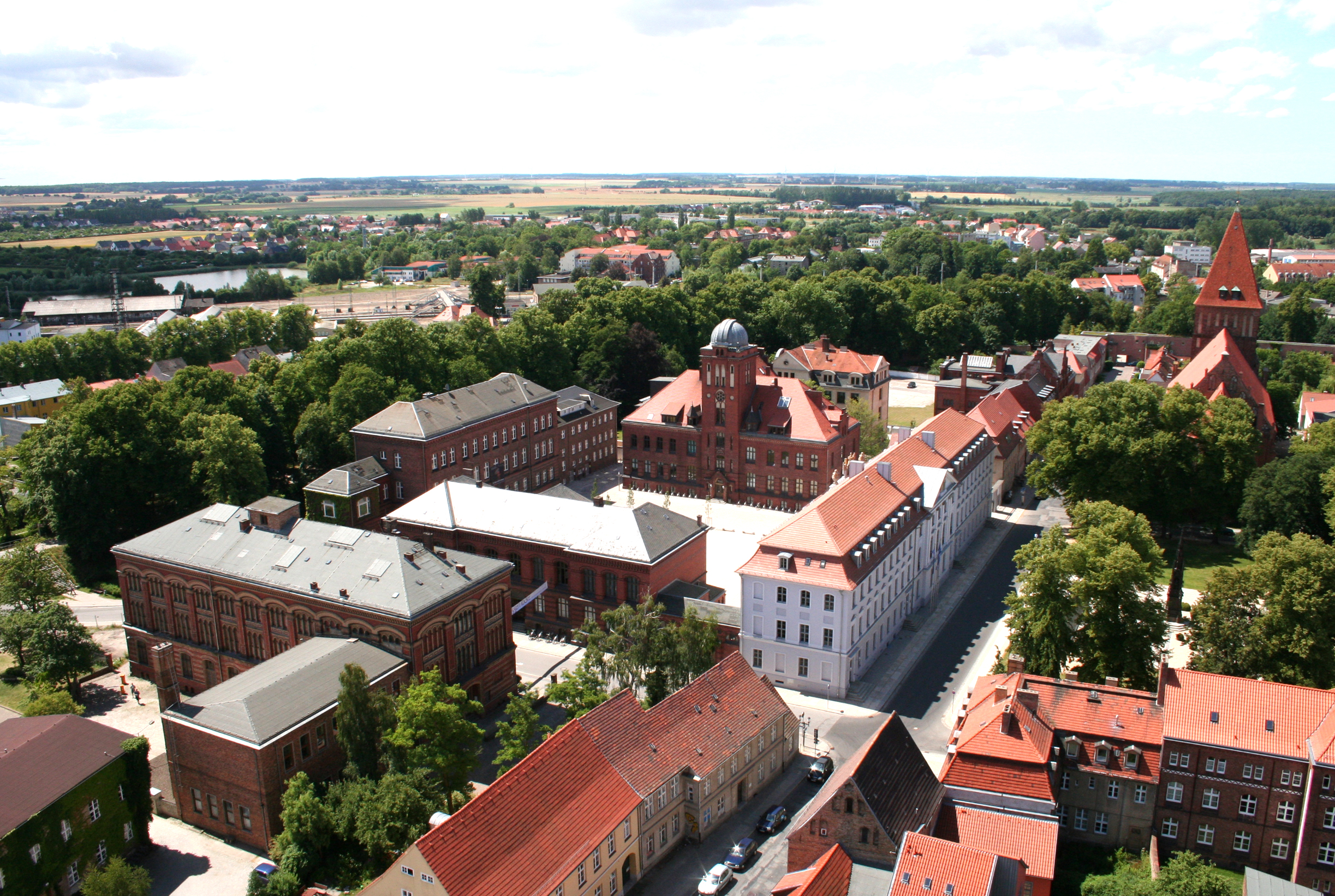
Główny budynek (strona tylna)

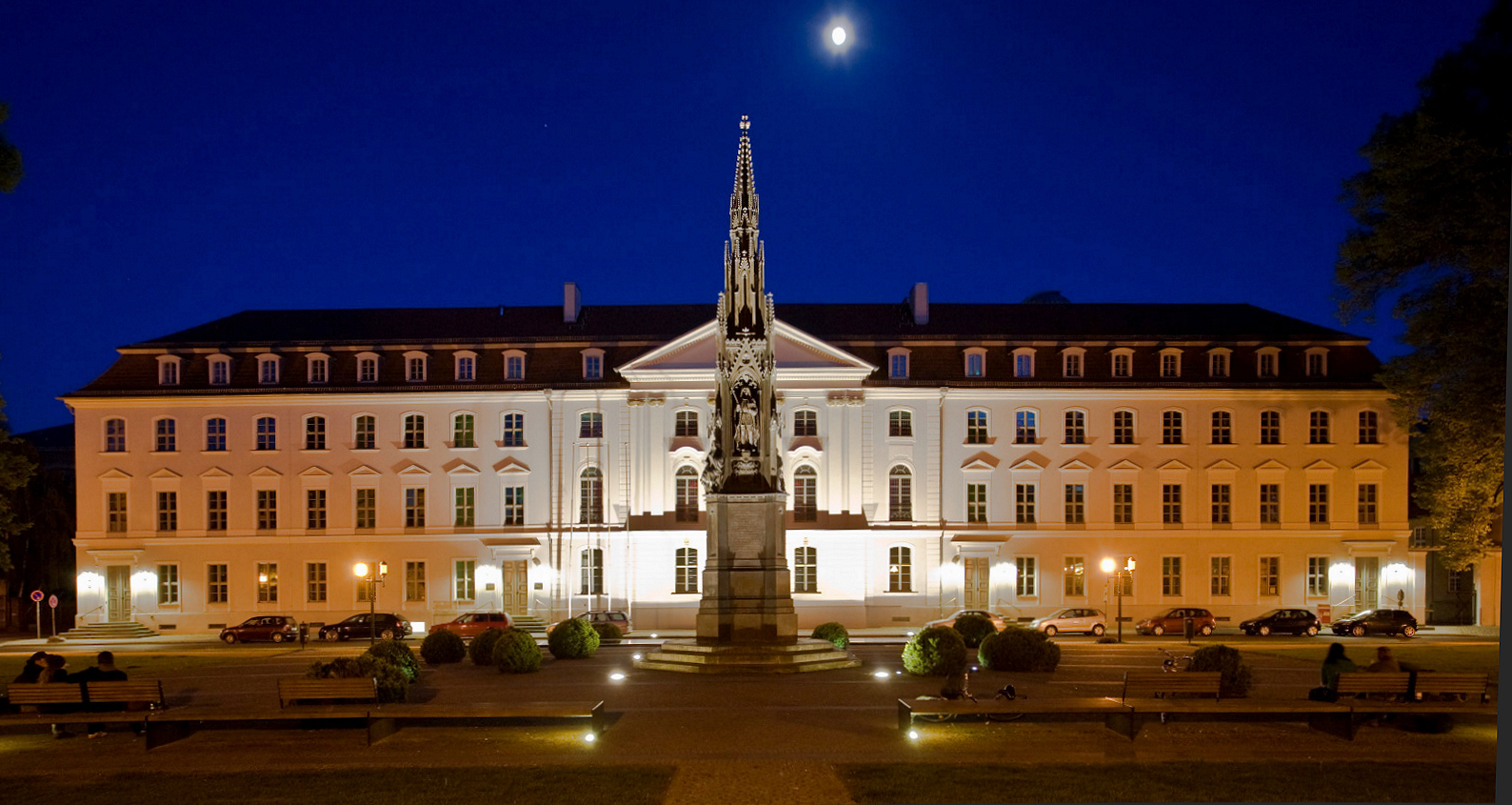
Główny budynek (od Domstrasse)

W 1604 r. na Uniwersytecie Greifswaldzkim została uruchomiona pierwsza scentralizowana uniwersytecka biblioteka w Niemczech.
W 1634 r. książę Bogusław XIV w ramach zaległych uposażeń profesorów, zapisał uniwersytetowi grunty Eldeny (14 tys. ha), przez co uczelnia należała do największych posiadaczy majątków ziemskich spośród uniwersytetów.
Od czasu pokoju westfalskiego z 1648 r. Pomorze Przednie wraz z uniwersytetem należały do Szwecji, tylko przejściowo, w latach 1715–1720 przechodząc pod duńskie panowanie. W szczególności pod koniec XVIII w. uczelnia odgrywała rolę pomostu kulturowego pomiędzy Szwecją i Niemcami. Ponad 1500 Szwedów studiowało tu lub pracowało jako naukowcy. Jednym z nich był Thomas Thorild (1795–1808). W latach 1747–1750 powstał budynek główny uniwersytetu przy Domstrasse, któremu profesor matematyki, Andreas Mayer, nadał styl północnoniemieckiego późnego baroku. W budynku mieści się piękna aula, która dawniej odgrywała rolę biblioteki.
W okresie przynależności Greifswaldu do Szwecji postulowano przeniesienie uczelni do Szczecina, jednak nie zdecydowano się na to.

### Wiek XIX i XX

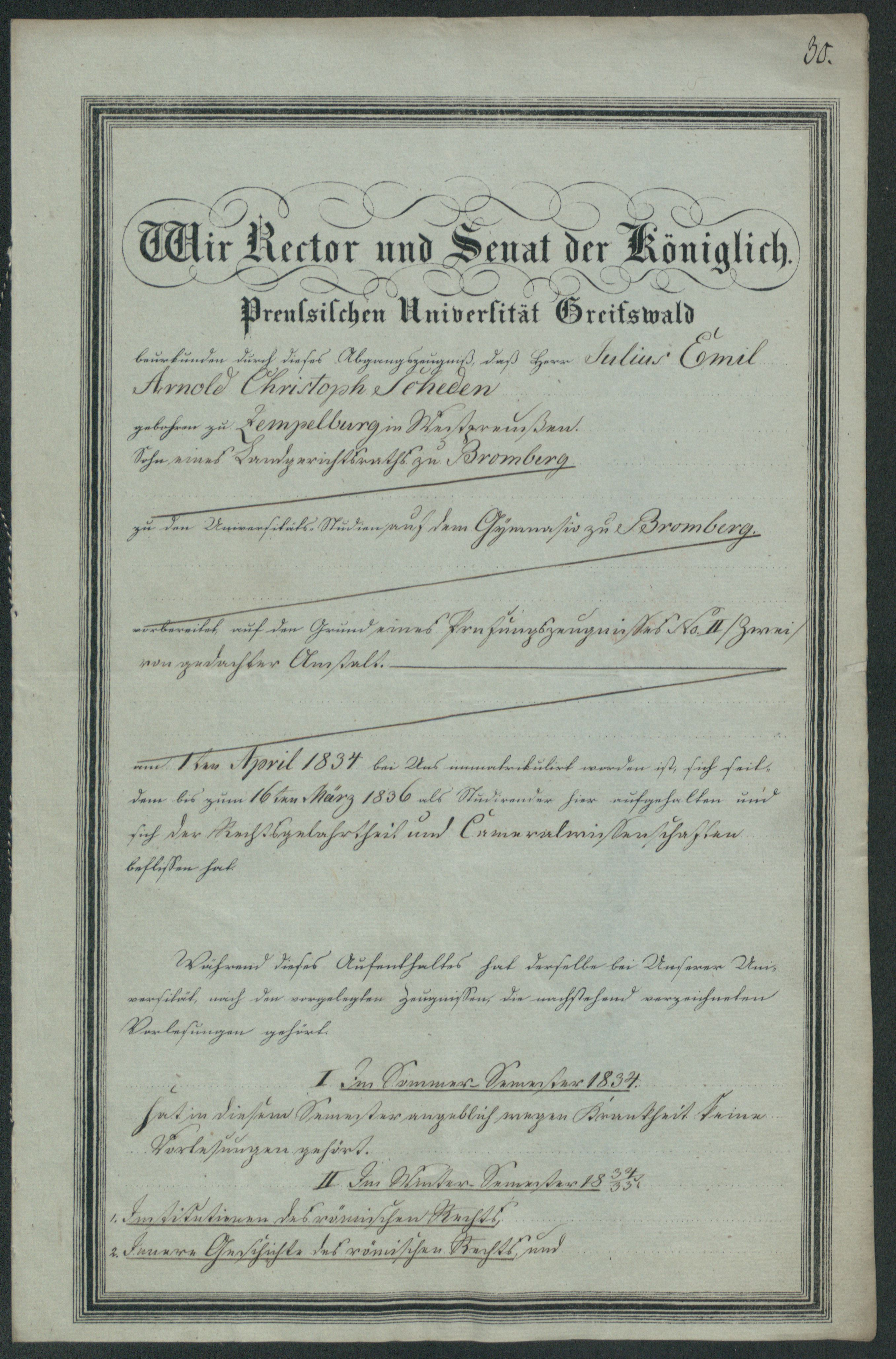
Dyplom ukończenia studiów na uniwersytecie w Greifswaldzie z 1837 r. ze zbiorów Archiwum Państwowego w Poznaniu

Od 1815 r. uniwersytet w Greifswaldzie należał do Prus, stając się najstarszą pruską szkołą wyższą. W drugiej połowie XIX w. rozwinął się do nowoczesnego universitas litterarum. Oprócz wydziału medycznego, który posiadał własną klinikę, rozwinęły się również wydziały: prawa, teologiczny, klasyczny i filologiczny.
W 1901 r. pracujący na uniwersytecie w Greifswaldzie niemiecki biolog Paul Uhlenhuth odkrył reakcję pozwalającą na rozróżnianie krwi poszczególnych gatunków, w tym krwi ludzkiej od zwierzęcej, na zasadzie precypitacji; odkrycie to zostało po raz pierwszy wykorzystane do udowodnienia winy seryjnego zabójcy dzieci Ludwiga Tessnowa przed sądem w Greifswaldzie i było potem powszechnie używane w kryminalistyce przy badaniu śladów krwi.
W 1933 r. uniwersytet otrzymał imię Ernsta Moritza Arndta, byłego profesora z Greifswaldu. Nazwa uczelni nawet dzisiaj wzbudza sporo kontrowersji i dlatego wielokrotnie dyskutowano nad zmianą patrona. Arndta do celów propagandowych wykorzystywali hitlerowcy.
Pod koniec II wojny światowej szkołę zamknięto i otwarto ponownie 15 lutego 1946. Na rozkaz sowieckiej administracji zamknięto jednak kolejny raz wydział ekonomiczny.

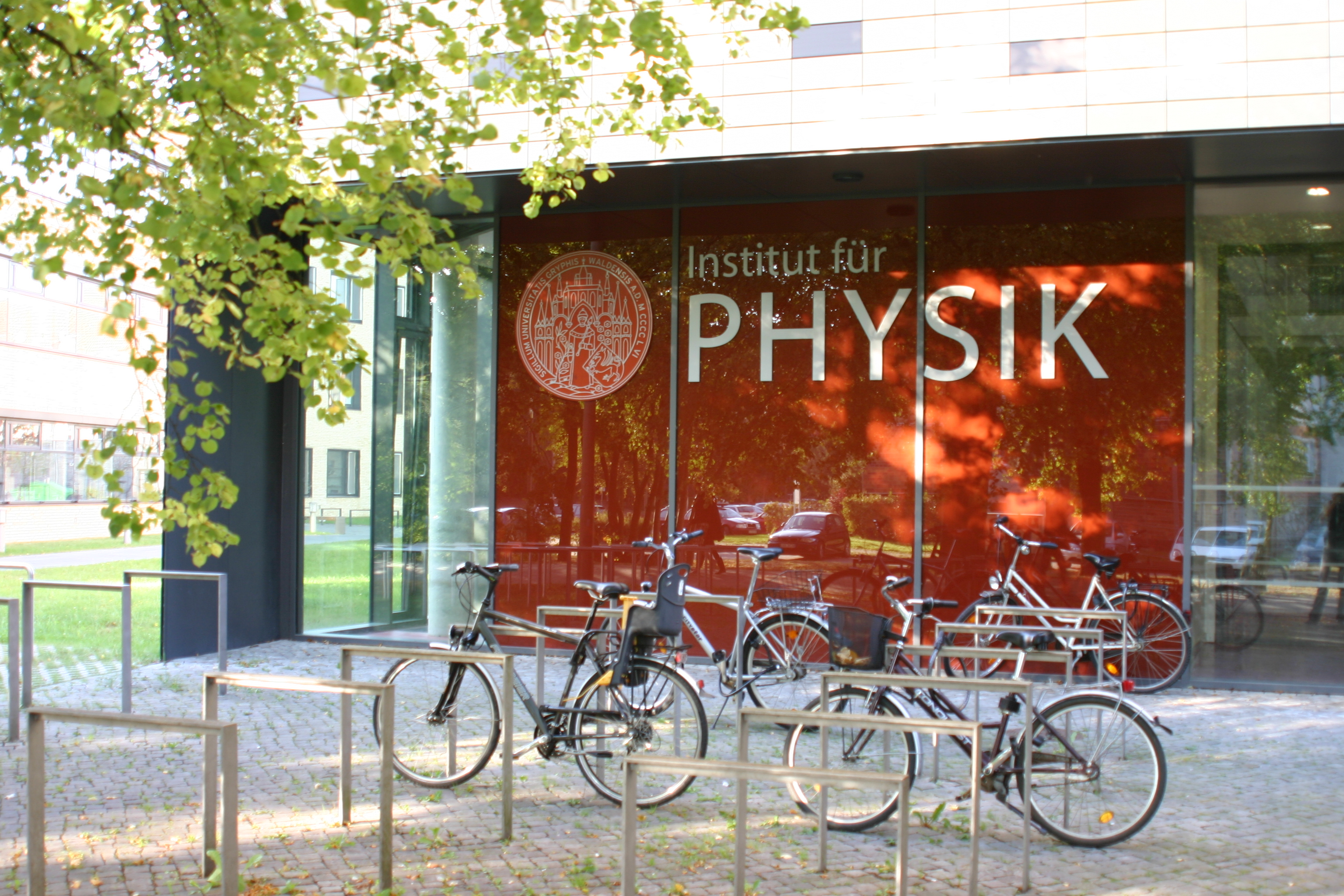
Instytut Fizyki

W czasach NRD dochodziło do innych zmian w strukturze uniwersytetu. Wydział medyczny dostosowano do potrzeb Armii Czerwonej, a prawny całkowicie zamknięto. Pozostawiono wydziały: filozoficzny, teologiczny, medyczny i matematyczno-przyrodniczy, a wydział rolniczy został połączony z założoną w 1835 r.Akademią Rolniczą Greifswald–Eldena (niem. Königliche Staats- und landwirtschaftliche Akademie Eldena). W latach 1946–1955 istniał wydział pedagogiczny. W 1962 zamknięto istniejący od końca wojny wydział robotniczo-chłopski im. Martina Andersena Nexø (Arbeiter- und Bauern-Fakultät Martin Andersen Nexø).
Rok 1990 r. był przełomowym w historii uczelni. Nadano jej nową strukturę i przywrócono autonomię, wolność nauki i programu nauczania.

Uniwersytet posiada dziś pięć wydziałów: teologiczny, prawa i nauk o państwie, medycyny, filozoficzny i matematyczno-przyrodniczy. Prace badawcze koncentrują się głównie na medycynie i fizyce plazmowej.

### Wiek XXI
Rok 2006 r. to jubileusz 550-lecia uniwersytetu, ale też okres dyskusji nad dalszym kształtem uczelni. Problemy finansowe zmuszają do podjęcia zmian i redukcji części wykładanych przedmiotów.

## Wydziały
- Teologiczny
- Filozoficzny
- Medyczny
- Prawa i nauk o państwie
- Matematyczno-przyrodniczy

## Współpraca z instytucjami
- Alfried-Krupp-Wissenschaftskolleg Greifswald
- Max-Planck-Institut für Plasmaphysik
- Institut für Niedertemperatur-Plasmaphysik
- Kernfusions-Forschungsreaktor Wendelstein 7-X
- Friedrich-Loeffler-Institut (Bundesforschungsinstitut für Tiergesundheit), Insel Riems
- Siemens AG, Bereich Öffentliche Netze
- Technologiezentrum Vorpommern
- Biotechnikum Greifswald
- Technologiepark
- Forschungsinstitut für Diabetes, Karlsburg (koło Greifswaldu)
- Caspar-David-Friedrich-Institut für Bildende Kunst
- Caspar-David-Friedrich Gesellschaft
- Institut für Kirchenmusik und Musikwissenschaft
- Institut für Politwissenschaft und Kommunikationswissenschaft

## Współpraca z uniwersytetami

### Z państw Unii Europejskiej
- Uniwersytet Aarhus, Dania
- Uniwersytet w Aberdeen, Szkocja
- Uniwersytet Masaryka w Brnie, Czechy
- Holbæk Seminarium(inne języki), Dania
- Uniwersytet w Joensuu, Finlandia
- Uniwersytet Kłajpedzki, Litwa
- Uniwersytet Wileński, Litwa
- Uniwersytet w Lund, Szwecja
- Uniwersytet w Padwie, Włochy
- Uniwersytet Szczeciński, Polska
- Zachodniopomorski Uniwersytet Technologiczny w Szczecinie, Polska
- Pomorski Uniwersytet Medyczny w Szczecinie, Polska
- Uniwersytet im. Adama Mickiewicza w Poznaniu, Polska
- Uniwersytet Łotwy w Rydze, Łotwa
- Uniwersytet w Tartu, Estonia

### Inne
- Petersburski Uniwersytet Państwowy, Petersburg, Rosja
- University of Saskatchewan(inne języki), Saskatoon, Kanada
- Uniwersytet w Sarajewie (Bośnia i Hercegowina)

## Inne
Na Uniwersytecie studiowali m.in. Jan Bugenhagen, Jan Fryderyk, Hugo Lemcke, Jonathan Paul.
W Greifswaldzie studiowali medycynę m.in.:
- Theodor Billroth
- Ludwik Rydygier (w latach 1869–1878) późniejszy znany polski chirurg
- Jan Biziel – polski lekarz, działacz niepodległościowy i społeczny
- Józef Krzymiński (do 1882) – polski lekarz, działacz społeczny i polityczny
- Stefan Bernard Janiszewski (do 1898) – tytularny generał brygady Wojska Polskiego
- Aleksander Majkowski (w latach 1900–1901) – lekarz, kaszubski działacz polityczny i pisarz

Rektorem uniwersytetu był Ernest Bogusław von Croy.
Z Uniwersytetem związani byli (jako profesorowie) również:
- Johannes Micraelius – teolog, poeta i historyk, wykładowca retoryki
- Wilhelm Baum – doktor medycyny, chirurg
- Felix Hausdorff – matematyk, jeden z twórców topologii
- Franz Fukarek – botanik, badacz lokalnej flory

Uniwersytet Ernsta-Moritza-Arndta miał w historii dwóch laureatów Nagrody Nobla:
- Gerhard Domagk (1923–1925), medycyna, 1939 (odebrał w 1947)
- Johannes Stark (1874–1957), fizyka, 1919

W 1912 r. powstało w Greifswaldzie, z inicjatywy Otto Jaekela (greifswaldzkiego paleontologa), niemieckie Towarzystwo Paleontologiczne (Paläontologische Gesellschaft).